# Mei-Chi Shaw
Pour les articles homonymes, voir Shaw.
Mei-Chi Shaw est une mathématicienne américaine d'origine taïwanaise, professeure de mathématiques à l'Université Notre-Dame-du-Lac. Ses recherches portent sur les équations aux dérivées partielles et la géométrie complexe.

## Formation et carrière
Shaw est née à Taipei, à Taïwan, en 1955. Elle a obtenu un diplôme de premier cycle en mathématiques de l'Université nationale de Taïwan en 1977. Shaw a reçu son doctorat de l'Université de Princeton quatre ans plus tard, en 1981, sous la direction de Joseph Kohn, avec une thèse intitulée « Hodge Theory on Domains with Cone-Like or Horn-Like Singularities ». Elle a ensuite effectué un stage postdoctoral à l'Université Purdue. Pendant ce temps, elle a épousé son mari, Hsueh-Chia Chang. En 1983, Shaw accepte un poste à l'Université A&M du Texas,elle part à l'Université de Houston en 1986 et finalement elle intègre la faculté de l'Université Notre-Dame-du-Lac, en 1987, d'abord comme professeure adjoint, puis comme professeure titulaire.

## Travaux
Elle travaille sur la propriété d'image fermée (en) d'un opérateur de Cauchy-Riemann dans des variétés complexes. Un de ses objectifs est de comprendre comment la présence d'une courbure positive ou négative peut avoir une influence sur les solutions des équations de Cauchy-Riemann et la théorie des fonctions sur des variétés complexes.

## Prix et distinctions
En 2012, Shaw est devenue fellow de l'American Mathematical Society.
Elle reçoit en 2019 le prix Stefan Bergman conjointement avec Franc Forstnerič.

## Sélection de publications
- So-Chin Chen, Mei-Chi Shaw : « Partial differential equations in several complex variables ». AMS/IP Studies in Advanced Mathematics, 19. American Mathematical Society, Providence, RI; International Press, Boston, MA, 2001. xii+380 pp.  (ISBN 0-8218-1062-6)
- Mei-Chi Shaw : « L2-estimates and existence theorems for the tangential Cauchy-Riemann complex ». Invent. Math. 82 (1985), no. 1, p. 133–150.
- Harold P. Boas, Mei-Chi Shaw : « Sobolev estimates for the Lewy operator on weakly pseudoconvex boundaries ». Math. Ann. 274 (1986), no. 2, p. 221–231.